# Ruth Royce
Ruth Royce (ur. 1893 w Versailles, zm. 1971 w Los Angeles) – amerykańska aktorka epoki kina niemego, znana głównie z seriali filmowych.
Kariera Royce trwała w latach 1915–1927 i opierała się głównie na rolach złych kobiet. Były to albo role „tej trzeciej”, albo role bezwzględnych kobiet, prowadzących mężczyzn do zguby.

## Filmografia
- Little Brother of the Rich (1915)
- The Splendid Sin (1919)
- The Girl in Number 29 (1920)
- The Vanishing Dagger (1920)
- Blue Streak McCoy (1920)
- `If Only` Jim (1920)
- The Man Trackers (1921)
- All Dolled Up (1921)
- Perils of the Yukon (1922)
- In the Days of Buffalo Bill (1922)
- Caught Bluffing (1922)
- The Oregon Trail (1923)
- In the Days of Daniel Boone (1923)
- Beasts of Paradise (1923)
- Riders of the Plains (1924)
- Days of '49 (1924)
- California in '49 (1924)
- The Empty Saddle (1925)
- Action Galore (1925)
- Warrior Gap (1925)
- The Power God (1925)
- Tonio (1925)
- Officer 444 (1926)
- Rawhide (1926)
- The Gallant Fool (1926)
- Fort Frayne (1926)
- Wolves of Desert (1926)
- Trooper 77 (1926)
- Thunderbolt's Tracks (1927)
- Code of the Cow Country (1927)[2]